# Stanisław Józef Markiewicz
Stanisław Józef Markiewicz (ur. 3 lipca 1904 w Sosnowcu, zm. 1 listopada 1944 w Beek, Holandia) – plutonowy Polskich Sił Zbrojnych, uczestnik kampanii wrześniowej (1939), kampanii francuskiej (1940), walk we Francji, Belgii i Holandii w 1944, kawaler Orderu Virtuti Militari.

## Życiorys
Przed wojną pracownik firmy ubezpieczeniowej w Katowicach. Żonaty z Wacławą z d. Czarniecką, miał dwoje dzieci. 
14 kwietnia 1943, w stopniu kaprala, przybył z 1 Samodzielnej Brygady Strzelców do 1 Pułku Artylerii Przeciwpancernej i następnego dnia został przydzielony do I dywizjonu. W szeregach pułku walczył jako dowódca działa samobieżnego niszczyciela czołgów M10. Poległ 1 listopada 1944 podczas nieudanego forsowania rzeki Mark koło miejscowości Beek w Holandii. 
Opis walki z 1 listopada 1944 znajduje się w książce Jana Marowskiego Śladami czołgów Pierwszej Dywizji Pancernej:
Drugi pluton melduje nagle niemieckie czołgi. Zaczyna być gorąco. Lecą przeciwpancerne pociski, znacząc świetlną smugą swą drogę. Jest ich coraz więcej. Już palą się Shermany, już są ranni. Wzmaga się ogień nieprzyjacielskiej artylerii. Trafiony czołg Wiatrowskiego, czołg porucznika Madeńskiego, trafiony niszczyciel plutonowego Markiewicza, ranny plutonowy Frańczak, zabity kapral Wiercioch.
Stanisław Markiewicz został pochowany na Polskim Cmentarzu Wojskowym Ginneken w Bredzie, Holandia (General Cemetery Vogelenzanglaan).

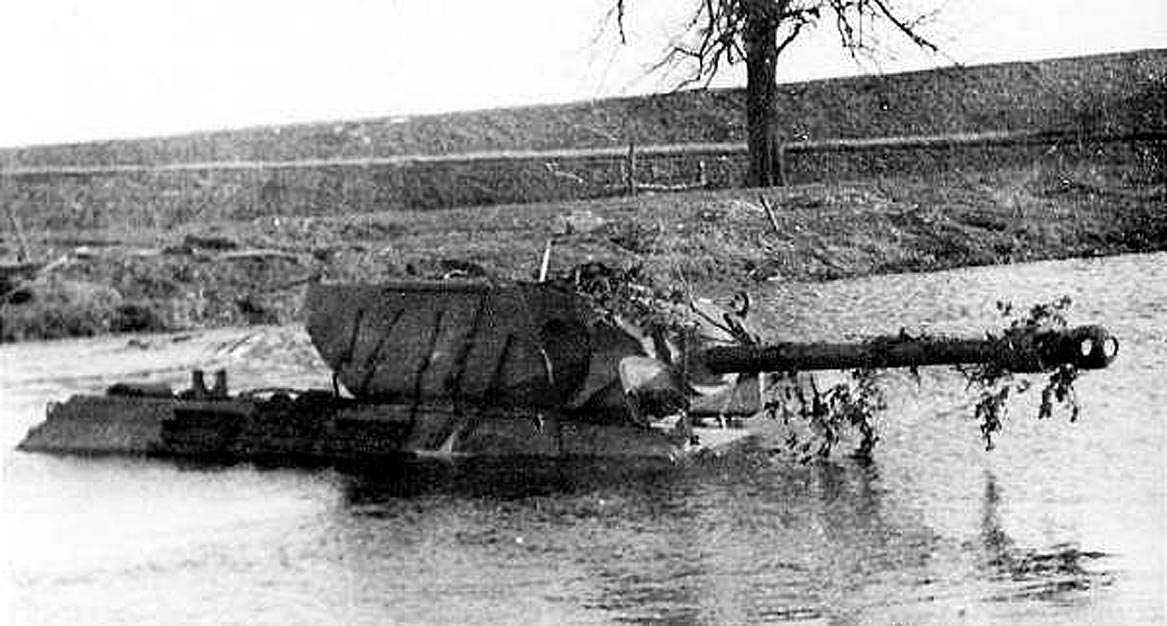
Niszczyciel czołgów M10 plut. Markiewicza trafiony przez niemiecką artylerię  w rzece Mark (Holandia) listopad 1944
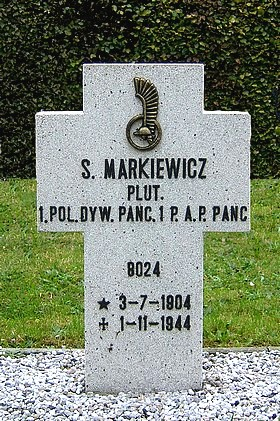
Grób Stanisława Markiewicza na Polskim Cmentarzu Wojskowym w Bredzie
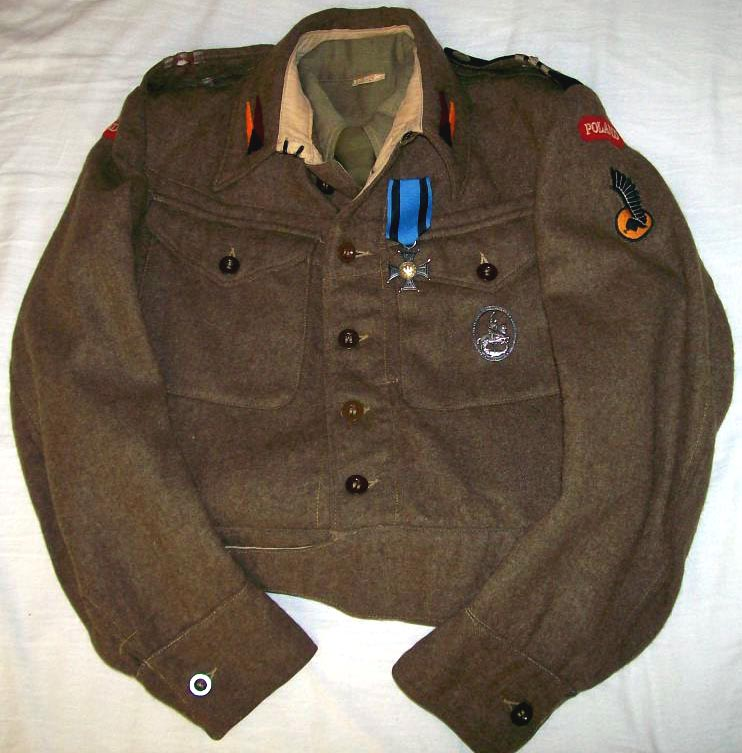
Battledress  plutonowego 1 Pułk Artylerii Przeciwpancernej  - rekonstrukcja (kolekcja D.&T. Bienek)
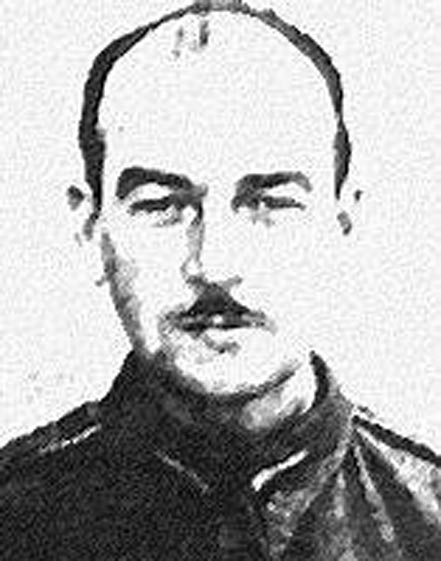
Stanisław Markiewicz zdjęcie zrobione podczas pobytu w Szkocji